# آس بر آس
آس بر آس (به هندی: Ikke Pe Ikka) فیلمی محصول سال ۱۹۹۴ و به کارگردانی راج ان. سیپی است. در این فیلم بازیگرانی همچون آکشی کومار، شانتی‌پریا، چاندنی، موشومی چاترجی و انوپم کهیر ایفای نقش کرده‌اند.